# Politburo do Partido dos Trabalhadores da Coreia
O Politburo, oficialmente o Bureau Político do Comitê Central do Partido dos Trabalhadores da Coreia, anteriormente Conselho Político, é o mais alto órgão de tomada de decisão do partido entre as sessões do Comitê Central. O artigo 25 da Carta do Partido estipula: "O Bureau Político do Comitê Central do Partido e seu Comitê Permanente organizam e dirigem todo o trabalho partidário em nome do Comitê Central do partido entre reuniões plenárias. O Bureau Político do Comitê Central do Partido se reúne pelo menos uma vez todo mês." O Politburo é eleito pelo Comitê Central do Partido dos Trabalhadores da Coreia.

## História
Até abril de 1956, o Politburo era conhecido como Conselho Político. Depois que o sistema de governo unitário de Kim Il-sung foi estabelecido na década de 1960, o Politburo foi transformado em um órgão de tomada de decisão, onde as políticas poderiam ser discutidas em um órgão de carimbo. Os principais membros desapareceram sem explicação; o último foi Kim Tong-gyu, em 1977. membros do Politburo sob Kim Il-sung e Kim Jong-il não tinham uma forte base de poder e dependiam do líder do partido para sua posição. Devido a isso, o Politburo se tornou um servo fiel do líder do partido.
O Comitê Permanente do Politburo (PSC) do Partido dos Trabalhadores da Coreia foi estabelecido no 6º Congresso em 1980 e tornou-se o mais alto órgão do WPK quando o Politburo e o Comitê Central não estavam em sessão. Com a morte de O Jin-u em 1995, Kim Jong-il permaneceu o único membro do Comitê Permanente do Politburo ainda vivo; os outros quatro (Kim Il-sung, Kim Il, O Jin-u e Ri Jong-ok) morreram no cargo. Entre a morte de O Jin-u e a 3ª Conferência, não houve relatos indicando que Kim Jong-il ou a liderança do partido central planejava renovar a composição do PSC.
Semelhante ao Comitê Central, o Politburo estava adormecido durante grande parte do governo de Kim Jong-il; no entanto, a 3ª Conferência elegeu novos membros do Politburo. Embora muitos observadores estrangeiros acreditassem que isso significaria uma mudança geracional, isso não aconteceu; o membro mais novo tinha 53 anos e a idade média era de 74 anos (com 12 acima de 80 anos). A maioria dos novos membros era assessora de Kim Jong-il ou de membros da família Kim. Kim Kyong-hui (irmã de Kim Jong-il) e Jang Song-thaek (marido de Kim Kyong-hui) foram nomeados membros titulares e candidatos, respectivamente. Vários dos protegidos de Jang foram eleitos candidatos, incluindo Ju Sang-song (Ministro da Segurança Popular), U Tong-chuk (Primeiro Vice-Diretor do Departamento de Segurança do Estado) e Choe Ryong-hae (Secretário de Assuntos Militares). Pak Jong-su (Primeiro Vice-Chefe do Departamento de Organização e Orientação), um dos principais facilitadores da sucessão de Kim Jong-un, foi nomeado membro candidato. A maioria dos novos membros era de gabinete, oficiais militares, secretários de partidos ou funcionários do estabelecimento de segurança. Dez membros da Comissão de Defesa Nacional e três vice-premiers foram nomeados para o Politbüro. Os principais especialistas em economia (como Hong Sok-yong e Tae Jong-su) e especialistas estrangeiros (como Kang Sok-ju, Kim Yong-il e Kim Yang-gon) tornaram - se membros. Na 4ª Conferência, um terço do Politburo foi demitido em aposentadorias e demissões sem aviso prévio. Jang Song-thaek, Pak To-chun e vice-marechal Kim Jong-gak foram promovidos de candidato a membro pleno; Hyon Chol-hae, Kim Won-hong e Ri Myong-su, todos membros da Comissão Militar Central, foram nomeados como membros plenos do Politburo. Kwak Pom-gi, O Kuk-ryol, Ro Tu-chol, Ri Pyong-sam e Jo Yon-jun foram eleitos candidatos.